# (1899) Кроммелин
(1899) Кроммелин (англ. Crommelin) — астероид главного пояса, который принадлежит к светлому спектральному классу S. Он был открыт 26 октября 1971 года чешским астрономом Лубошом Когоутеком в Гамбургской обсерватории. Назван в честь английского астронома Эндрю Кроммелина.
Тиссеранов параметр относительно Юпитера — 3,599.